# Стародубова, Нина Захаровна
Нина Захаровна Стародубова (21 марта 1938, Москва, СССР) — советский и российский библиотековед, заслуженный работник культуры РФ, кандидат педагогических наук.

## Биография
Родилась 21 марта 1938 года в Москве.
В 1957 году поступила на библиотечный факультет МГБИ, который она окончила в 1962 году. Сразу же после окончания института была принята на работу в ГБЛ (РГБ), где она работает и поныне в должностях старшего библиотекаря, а с 1990 года заведует сектором библиотечных фондов НИО библиотековедения. В 1988 году защитила кандидатскую диссертацию по проблеме изучения отказов читателям как показателя качества комплектования фондов. Внесла огромный вклад в разработку научных проблем, а также законодательных актов и регламентирующих доклад в области библиотечных фондов. Начиная с 1994 года занимается подготовкой федеральных законов в области библиотековедения. Разработала ряд нормативных документов в области библиотековедения.